# George Maguire (attore 1985)

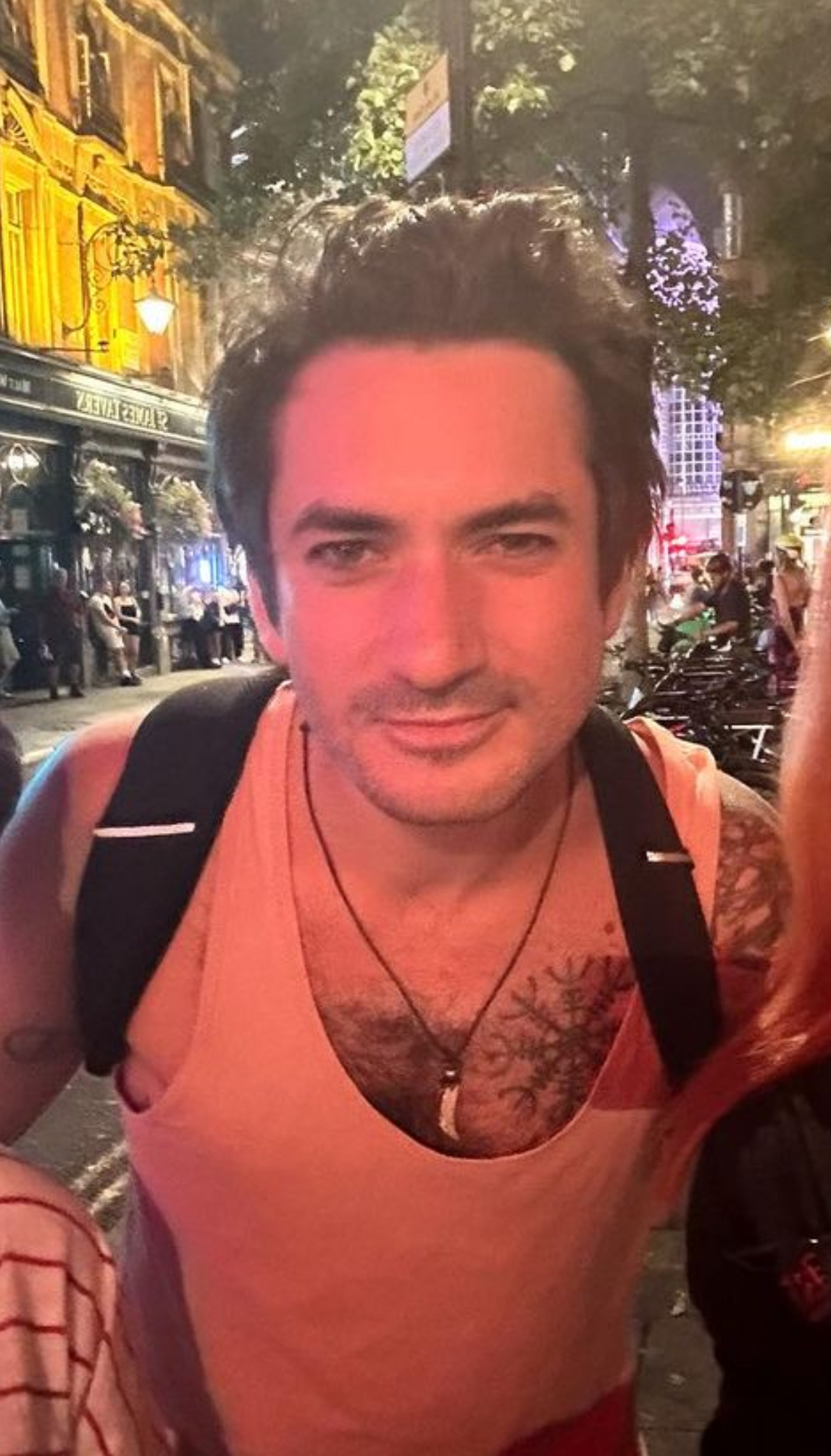

George Maguire (Guildford, 17 gennaio 1985) è un attore e cantante britannico, noto soprattutto come interprete di musical a Londra.

## Biografia
Fece il suo debutto sulle scene all'età di dieci anni in un allestimento del musical Oliver! in scena al London Palladium del West End londinese, in cui rimase per due anni. Dopo aver recitato in produzioni regionali e tournée britanniche di Tonight's the Night e del musical Premio Pulitzer Rent, nel 2010 tornò sulle scene londinesi con Fame allo Shaftesbury Theatre. Nel 2012 fece il suo debutto internazionale nel musical Hair in scena a Monaco, in cui interpretava Berger. Nel 2014 ottenne il successo quando fu scelto per interpretare Dave Davies nel musical Sunny Afternoon, in scena prima all'Hampstead Theatre e poi nel West End di Londra; per la sua performance Maguire vinse il Laurence Olivier Award al miglior attore non protagonista in un musical. Attivo anche in campo televisivo, ha interpretato Ferrante d'Este ne I Borgia e Felix Moore in EastEnders.

## Filmografia parziale

### Cinema
- Boogeyman 3, regia di Gary Jones (2009)

### Televisione
- I Borgia - serie TV, 5 episodi (2014)
- EastEnders - serie TV, 13 episodi (2017)

## Doppiatori italiani
- Federico Di Pofi in Boogeyman 3